# Діон (Греція)
Діон (дав.-гр. Δίον), новогрецькою Діо (грец. Δίο) — грецький муніципалітет та село в номі Пієрія, область Македонія. Розташоване за 15 км на південний захід від міста Катеріні, за 6 км від затоки Термаїкос в Салоніках і на північ від підніжжя гори Олімп. В античну добу поблизу сучасного села існувало місто Діон.

## Історія
Античний Діон був значним культурним і релігійним центром Стародавньої Македонії. Свою назву місто отримала від знаменитого за часів Полібія храму Зевса, оскільки греки називають Зевса Діасом.
Перші згадки про Діон зустрічаються у Фукідіда, який писав, що Діон — перше місто, якого дістався спартанський полководець Брасід на шляху із Фессалії до Македонії дорогою через царство союзника Пердікки II під час походу проти афінської колонії Фракії в 424 до н. е.
Цар Архелай І заснував тут на честь Зевса і муз щорічні ігри, за зразком олімпійських. Етолієць Скопас, який зруйнував Діон в 220 до н. е., знищив тут близько 2 000 скульптурних творів. Знову відбудований і укріпленнями сполучений з морем, Діон після переходу під владу римлян почав занепадати. Споруджені тут кінні статуї роботи Лісіппа воїнів, полеглих у битві на річці Граник, були перевезені до Риму. В римську добу Діон був одним з найбільших міст провінції Македонії.
На місці давнього Діона до 1961 року існував муніципалітет Малафрія.

## Розкопки
Британський полковник і мандрівник Вільям Люк, який зупинився в цій місцевості 21 грудня 1806 року, першим точно визначив місце розташування стародавнього Діона. Своє відкриття він опублікував в 1835 році в третьому томі книги «Подорож Північньою Грецією».
Археологічні дослідження районі Діона розпочалися в 1928 році. Остання експедиція працювала тут в 1978 році. Під час розкопок знайшли добре збережені античні терми, грецький театр, побудований в добу Філіппа V, храм Зевса, вілла Діоніса зі складною мозаїкою, святилища богинь Деметри й Ісіди, частина стадіону, численні статуї, колони, мозаїки, бруковані вулиці.
З 1983 року в Діоні діє археологічний музей, в якому експонуються знахідки, виявлені при розкопках стародавнього Діона. Серед експонатів виставки статуї, поховальні пам'ятки, монети та інші артефакти.

## Культура
Щороку з 1972 у муніципалітеті Діон відбувається фестиваль музичного та театрального мистецтва «Олімп». За майже сорокарічну історію фестивалю у ньому взяли участь відомі грецькі митці, серед яких: Марія Фарантурі, Маріо Франгуліс, Йоргос Даларас, Нана Мускурі, Анна Сінодіну, Тіміос Каракацаніс, Дімітріос Мітропанос та інші.